# Hude-Orte
|  | Dieser Artikel oder Abschnitt wurde wegen inhaltlicher Mängel auf der Qualitätssicherungsseite der Redaktion Geschichte eingetragen (dort auch Hinweise zur Abarbeitung dieses Wartungsbausteins). Dies geschieht, um die Qualität der Artikel im Themengebiet Geschichte auf ein akzeptables Niveau zu bringen. Dabei werden Artikel gelöscht, die nicht signifikant verbessert werden können. Bitte hilf mit, die Mängel dieses Artikels zu beseitigen, und beteilige dich bitte an der Diskussion! |

Die Hude-Orte bilden eine Gruppe von Orten, deren Namen den Bestandteil Hude beinhalten. Bei einigen ist dies der gesamte Name (z. B. Hude (Nordfriesland), Hude (Oldenburg)). Sie sind in Holstein (Kayhude, Flemhude), Schleswig, Hamburg (Winterhude, Harvestehude), Vorpommern (Tückhude), Niedersachsen (Buxtehude, Steinhude, Elvershude, Huthloh, Ritterhude, Fischerhude), in den Niederlanden mit dem Suffix (-hijde) und in England (-hithe) (Rotherhithe, Hythe, Erith) verbreitet.
Das Grundwort wird zuerst im altenglischen Beowulf-Epos (8. Jahrhundert) überliefert. Es bezeichnet Stellen, an denen kleine Schiffe durch Auflaufen auf flaches Ufer landeten und aufs Trockene gezogen wurden. Gleichsinnig wurde das Wort in Holstein noch 1465 für Anlegestellen kleiner Flussboote verwendet, während für die Häfen der inzwischen größeren Seeschiffe andere Bezeichnungen üblich waren. Ende des 15. Jahrhunderts verschwand das Wort aus dem Sprachgebrauch.
Die Hude-Orte, die teilweise schon lange Wüstungen sind, lagen an kleineren Flüssen, soweit diese schiffbar waren, mitunter sogar an Bächen kurz vor deren Einmündung in größere Gewässer. Offenbar spielte die Sicherheit eine Rolle bei der Wahl des Platzes, weshalb sie auf der Geest lagen. Soweit sie im Laufe ihrer Geschichte nicht städtisch überformt wurden, blieben die Orte kleine Siedlungen mit landwirtschaftlicher Struktur. Huyebrücke (= Hudebrücke), der Anlegeplatz von Wester- und Osterwanna, war noch 1768 nur eine Hofstelle. Hude an der Oste, Gemeinde Estorf Behrste, hatte damals zwei Höfe. Huthloh bei Hechthausen an der Oste ist ein Rittergut. Elfershude am Billerbeck bei Adelstedt-Stubben, Kreis Wesermünde, hatte 1768 eine Mühle und wenige kleine Anwesen.
Die frühen, relativ gleichartig strukturierten Siedlungen werden in Norddeutschland erstmals im 10. Jahrhundert erwähnt, sie können aber, wie englische Beispiele zeigen, viel älter sein. Aufschlüsse über den Zusammenhang zwischen Landwirtschaft und Schifffahrt an solchen Plätzen ist von einer gezielten Ausgrabung oder der Analyse der Schriftquellen zu erwarten.

## Stade-Orte
Die weniger häufigen Stade-Orte (stade = Ufer), u. a. Stade, Medemstade südlich Ihlienworth in der Samtgemeinde Land Hadeln, Warstade bei Hemmoor a. d. Oste oder Leitstade, ein Wohnplatz bei Hitzacker (Elbe), konkurrieren im norddeutschen Verbreitungsgebiet mit den Hude-Orten. Sie lassen nach Lage, Struktur und Art des Landeplatzes jedoch keinen Unterschied zu den Hude-Orten erkennen. Buxtehude wurde bei seiner ersten Erwähnung im Jahre 959 noch „Buochstadon“ genannt. Erst 1135 kam der Name „Buchstadihude“ auf, welcher im Laufe der Zeit verschliffen und zu Buxtehude wurde. Es gibt jedoch keinen Hinweis darauf, dass mit der Namenserweiterung eine Änderung der Hafensituation verbunden war, denn die Siedlungsstelle lag nicht im Bereich der Altstadt von Buxtehude, sondern etwa zwei Kilometer aufwärts der Este im Ortsteil Altkloster, auf der Geest.